# Pavillon des États-Unis (1900)
Le pavillon des États-Unis est un bâtiment éphémère de la fin du XIXe siècle construit dans le cadre de l'Exposition universelle de 1900 qui s'est tenue à Paris, en France.

## Situation et accès
L'édifice était situé dans la rue des Nations — une voie formée par les pavillons des nations étrangères — sur la rive gauche de la Seine, entre les ponts des Invalides et de l'Alma, tous deux alors doublés de passerelles. Plus largement, il se trouvait dans le 7e arrondissement de Paris, dans l'ancien département de la Seine.

## Histoire

### Projet et construction
Les plans du pavillon des États-Unis sont définitivement soumis à l'administration et approuvés début avril 1899. Il est construit selon les plans des architectes Charles Allerton Coolidge (en) et Georges Morin-Goustiaux. Le commissaire général des États-Unis est Ferdinand W. Peck.

### Inauguration
La cérémonie d'inauguration du pavillon a lieu le 12 mai 1900, « en même temps » que ceux de la Norvège et de Monaco. Une grande affluence vient y assister avec toutes les notabilités de la colonie américaine présentes à Paris, notamment plusieurs membres du corps diplomatique, le personnel de l'ambassade des États-Unis et diverses personnalités du monde politique et littéraire. Le commissaire Peck fait à ses invités les honneurs et lorsque le commissaire général, Alfred Picard, arive, Peck s'avance vers lui et, devant l'assistance qui, à plusieurs reprises, interrompt l'orateur par ses applaudissements, lui adresse une allocution. À un moment de son adresse, il offre à Picard un écrin renfermant une clef en or ciselée à laquelle est attaché un médaillon reproduisant en relief le pavillon américain, symbolisant l'indépendance des États-Unis. Picard prononce également un discours. L'ovation par le public est poursuivie par une visite du palais.

## Structure et exposition
Selon le journal Le Génie civil, la pavillon est « particulièrement remarquable par son aspect monumental ». C'est un bâtiment de forme à peu près carrée en plan, mesurant 25,90 mètres sur 27,45 mètres et 51,50 mètres de haut. Son dôme de 20 mètres de diamètre et n'est pas sans rappeler les lignes esthétiques de l'église Notre-Dame du Val-de-Grâce,. Construit en bois, à l'exception des bases faites en béton armé, l'intérieur est en plâtre décoré de peintures.
Le bâtiment se compose d'un sous-sol qui forme passage pour les piétons. Un escalier circulaire relie cet étage au rez-de-chaussée. Du côté de la Seine se dresse un porche orné de colonnes corinthiennes et couronné d'un quadrige allégorique situé à 23 mètres de hauteur. Il donne accès, par une porte placée dans une niche peinte, à l'intérieur du pavillon. Sous la voûte centrale de ce portique, face à la Seine, s'élève une statue de George Washington (révolutionnaire et premier président des États-Unis), tandis que le buste du président titulaire à ce moment, William McKinley, est placé au-dessus de la porte.

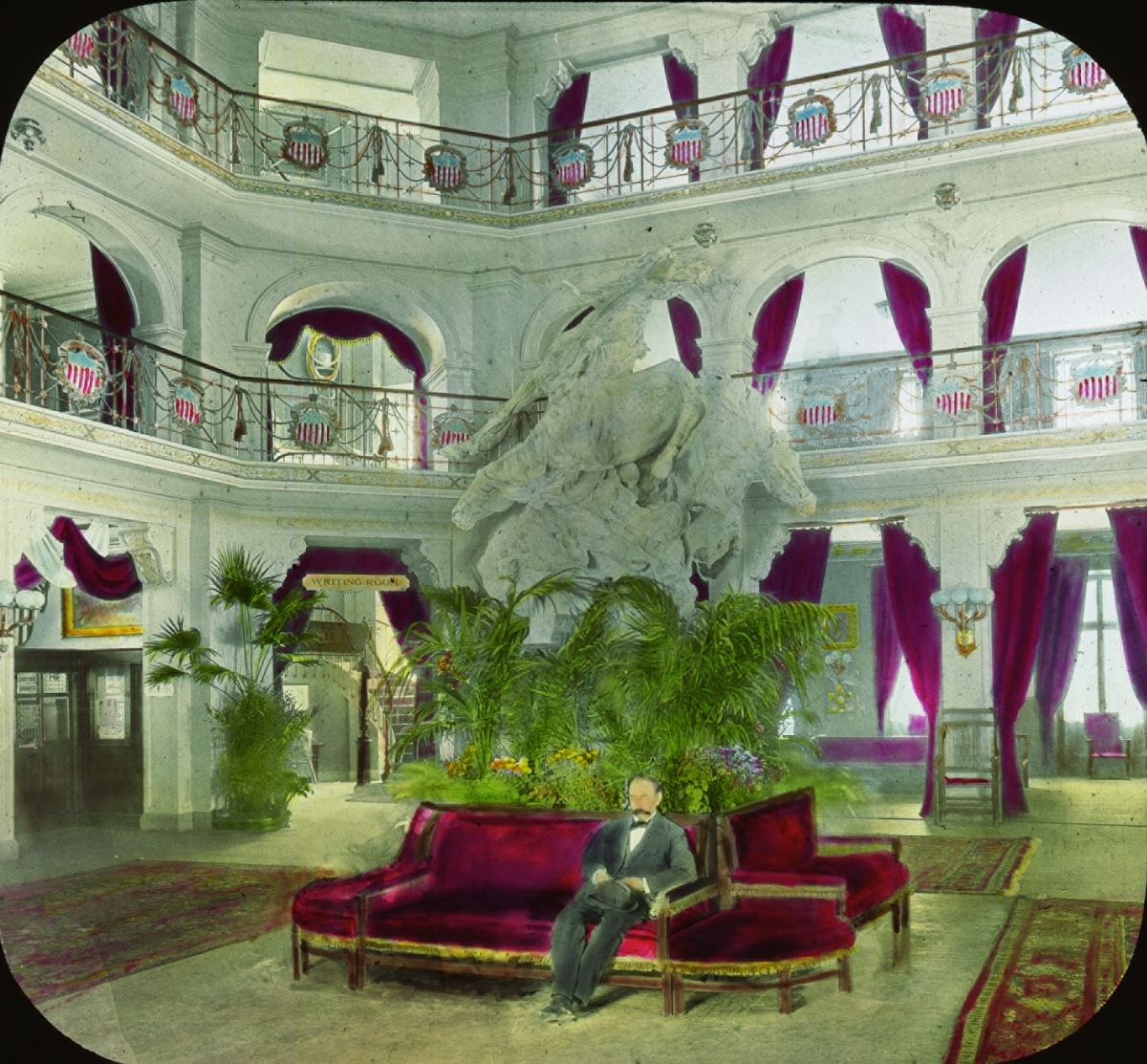
Intérieur du pavillon.

Un vaste hall couvert par une coupole décorée de peintures historiques occupe le centre du monument. Il est entouré à chaque étage d'un balcon destiné à la circulation des salles, qui servent, ainsi que celles du rez-de-chaussée, aux réceptions. Au rez-de-chaussée, sont disposées, sur trois des côtés, des salles, de 4 mètres sur 11 mètres, ouvrant sur la rotonde centrale : la salle située à gauche de l'entrée principale constitue un salon de repos pour les hommes, celle de droite réservée aux femmes et celle du milieu sert de salon de conservation commun. Le second étage est partagé entre les différents États de l'Union. Le troisième étage contient les bureaux du commissaire général et du personnel. Le quatrième étage est, comme le second, affecté aux divers États. Deux escaliers et deux ascenseurs électriques desservent les différents étages.